# Syagrus werdermannii
Syagrus werdermannii är en enhjärtbladig växtart som beskrevs av Karl Ewald Maximilian Burret. Syagrus werdermannii ingår i släktet Syagrus och familjen Arecaceae. Inga underarter finns listade i Catalogue of Life.